# Livadia/Sazlıköy
Sazlıköy, griechisch Λιβάδια Livadia, ist ein Dorf auf der Karpas-Halbinsel im Norden der Mittelmeerinsel Zypern und liegt im Distrikt İskele der Türkischen Republik Nordzypern. 2011 hatte der Ort 44 Einwohner.

## Geographie
Sazlıköy liegt auf der Karpas-Halbinsel, vier Kilometer südöstlich von Komi Kepir (Büyükkonuk).

## Geschichte

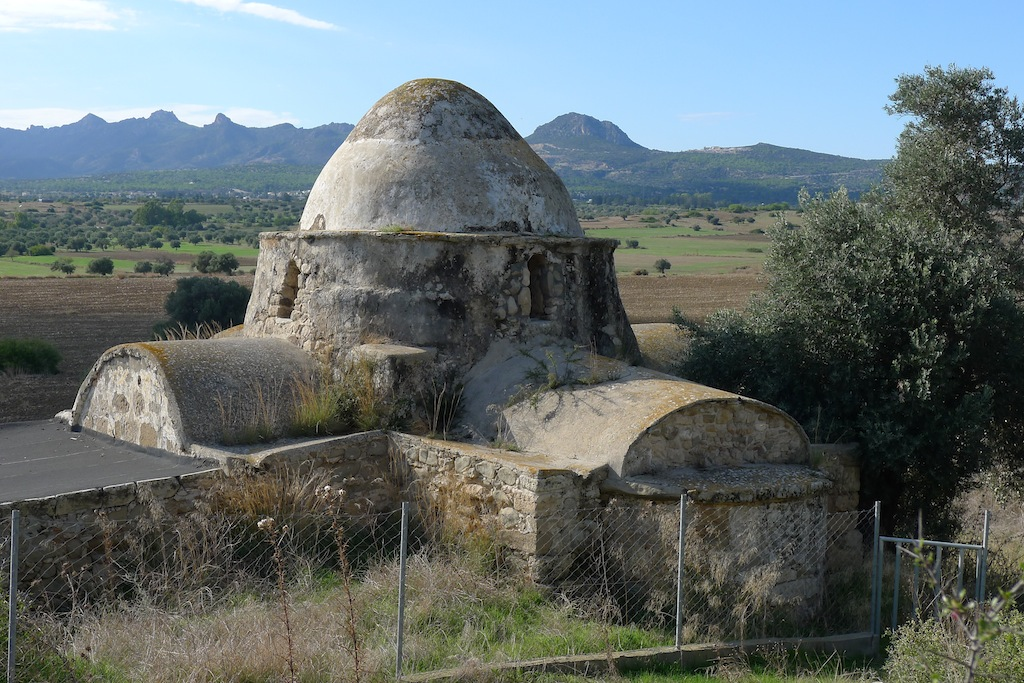
Die völlig vernachlässigte Kirche nahe Sazlıköy stammt aus dem 12. Jahrhundert

Nahe dem Dorf Livadia entstand im 12. Jahrhundert die orthodoxe Kreuzkuppelkirche Panagia tis Kyras, die allerdings nach 1974 geplündert wurde.
In der Zeit der osmanischen Herrschaft (1570/71–1878) wurden Zählungen zum Zweck der Steuererhebung durchgeführt, wie etwa 1831. Dabei wurden in Livadia, wie der Ort von den Griechen genannt wurde, bzw. in Sazlıköy, wie er von türkischer Seite hieß, 43 türkische und 9 griechische Haushaltsvorstände gezählt. 1891 zählte die britische Kolonialbehörde 115 Einwohner, von denen 89 als Türken und 26 als Griechen galten. 1901 zählte man 20 Einwohner weniger, von denen wiederum 76 Türken und 19 Griechen waren. Danach stieg die Zahl der Türken langsam an, während die Zahl der Zyperngriechen abnahm. 1931 zählte man 116 Türken und vier Griechen, 1946 wohnten nur noch Zyperntürken im Dorf, nämlich 180, 1960 waren es 191. 1958 und 1964 nahm der Ort geflohene Türken auf, vor allem aus Ayios Theodoros/Çayırova und aus Arnadi/Kuzucuk. Von diesen lebten 1971 wohl noch neun im Dorf, das um diese Zeit vielleicht 210 Einwohner hatte. Bei der Volkszählung 1960 zählte man 191 Zyperntürken, 1978 waren es 165.
Sazlıköy, das bereits vor dem Ende des Zweiten Weltkriegs ausschließlich durch Zyperntürken bewohnt war, nahm zwischen 1964 und 1974, zur Zeit der Türkischen Verwaltung Zyperns, und daher als Teil der türkischen Enklave Mehmetçik, erneut Flüchtlinge aus anderen Dörfern auf.
Die Jüngeren des Dorfes wandern seither in die größeren Orte und ins Ausland ab, sodass die Bevölkerung seither schrumpft. 2006 zählte man noch 96 Bewohner, 2011 hingegen waren es nur noch 44.